# ハーグリーブス湖
ハーグリーブス湖（英語: Hargreaves Lake）とは、北アメリカ大陸の北西部のカナディアン・ロッキーに存在する、小さな湖の1つである。おおよそ北緯53度09分09秒、西経119度11分03秒付近に位置していて、この場所は、カナダのブリティッシュコロンビア州に属している。そして同州によって、この湖と周辺地域はロブソン山州立公園に指定されている。なお、ハーグリーブス氷河は、この湖の北岸に流れ込んで終わっている。そして湖水は、小川となった後にバーグ湖へと流れ込み、ロブソン川を経て、フレーザー川に合流し、フレーザー川の河口から太平洋へと流れ込んでいる。ちなみに、ハーグリーブス湖の南岸へ来る道としては、バーグ湖の北岸に整備されている遊歩道のうち、この湖の名を冠した「Hargreaves Lake Route」という遊歩道などが存在する。